# Point Rationing of Foods
Pour plus de détails, voir Fiche technique et Distribution.
Point Rationing of Foods est un film d'animation américain réalisé par Chuck Jones, sorti en 1943.

## Fiche technique
- Réalisation : Chuck Jones
- Scénario : Chuck Jones
- Musique : Carl W. Stalling
- Producteur : Leon Schlesinger
- Sociétés de production : Leon Schlesinger Studios
- Sociétés de distribution : Warner Bros. Cartoons
- Pays d'origine :  États-Unis
- Format : Couleur (Technicolor) — 35 mm — 1,37:1 — Son : Mono
- Genre : Animation, Comédie
- Durée : 6 minutes
- Dates de sortie : 
  - États-Unis : 25 février 1943

## Distribution
- Robert C. Bruce : narrateur